# Euagathis levis
Euagathis levis är en stekelart som beskrevs av Szepligeti 1914. Euagathis levis ingår i släktet Euagathis och familjen bracksteklar. Inga underarter finns listade i Catalogue of Life.